# Pałac w Grubnie
Pałac w Grubnie – pałac wzniesiony w 1857/1858 w Grubnie przez Karola Gustawa Rupertiego, o dwóch kondygnacjach w stylu późnoklasycystycznym.  
Został wzniesiony na planie prostokąta, posadowiony na ławach fundamentowych, wybudowany z cegły ceramicznej i otynkowany. W narożnikach elewacji znajdują się dwie wieżyczki o dachach w kształcie stożków pokrytych łupkami, dach budynku jest czterospadowy, był kryty gontem, po renowacji pokryty blachą ocynkowaną. Ściana frontowa budynku ma 11 osi okiennych. Przed budynkiem znajduje się murowana weranda sięgająca pierwszego piętra. Bryła budynku jest zwarta, ozdobiona skromnymi opaskami okiennymi i gzymsem, wspartym na osobnych konsolach. Stropy w piwnicy składają się z dwóch sklepień – łukowych oraz kolebkowych, murowanych z cegły ceramicznej.
Pałac jest otoczony parkiem typu angielskiego założonym na polecenie syna Karola Rupertiego w 1876. Pierwszy zespół miał zostać założony w I połowie wieku XIX. Powierzchnia parku wynosi 11,5 ha, znajdują się w nim dwa stawy o łącznej powierzchni 3,9 ha. Park został ulokowany na skarpie. 
Pałac w Grubnie miał stanowić źródło zainteresowania niemieckiego malarza krajobrazów i litografa Theodora Alberta (1822–1867). Ok. roku 1860 stworzyć miał litografię pałacu, która stanowić miała wzór dla widokówek wydanych w latach 1901–1930. Grafiki Alberta znaleźć się miały w zbiorach Alexandra Dunckera.
Przed frontem pałacu, na wąskich trawnikach rosną świerki, od południowo-zachodniej strony świerki, żywotniki, kilka robinii i lipy. Od północno-wschodniej strony pałacu rosną jesiony i klony. Zbocze skarpy, na której wznosi się pałac, porastają krzewy, wierzby płaczące i rosnące u podnóża jawory. Na terenie parku zinwentaryzowano ponad 1300 drzew i krzewów. Wyróżniono pięć grup wiekowych: 
- Drzewa posadzone/rosnące przed rokiem 1769[3].
- Drzewa posadzone w latach 1769–ok. 1860 (Grubno własnością rodziny Zielińskich)[3].
- Drzewa posadzone w latach ok. 1860–1909 (nasadzenia związane z rodziną Ruperti)[3].
- Drzewa  posadzone w latach 1910–1945 (nasadzenia związane z rodzinami Ruperti i Pusławskich)[3].
- Drzewa pochodzące z okresu po 1945[3].

Początkowo obszar parku ograniczał się do wzgórza, na którym znajduje się pałac, wąwóz i wąski pas terenu nad nim. Nasadzenia przy drodze krajowej 91 związane są z późniejszymi rozbudowami parku pałacowego organizowanymi przez Rupertich oraz Pusławskich. Część z tych drzew zalicza się do grupy nasadzeń po roku 1945.
Po II wojnie światowej w budynku dawnego pałacu działał Ośrodek Doskonalenia Kadr Spółdzielczych.